# Ghiacciaio Reid (Terra di Graham)
Il ghiacciaio Reid è un ghiacciaio largo circa 2,5 km  e lungo 13, situato sulla costa di Loubet, nella parte occidentale della Terra di Graham, in Antartide. Il ghiacciaio scorre verso sud, lungo il versante meridionale della penisola Arrowsmith, fino a entrare nel fiordo di Bigourdan, esattamente davanti agli stretti chiamati The Narrows.

## Storia
Il ghiacciaio Reid è stato inizialmente mappato durante la spedizione britannica nella Terra di Graham, svoltasi dal 1934 al 1937 alla guida di John Rymill, ed è stato in seguito  mappato più dettagliatamente grazie a ricognizioni effettuate tra il 1948 e il 1949 dal British Antarctic Survey, che all'epoca si chiamava ancora Falkland Islands and Dependencies Survey. Il ghiacciaio è stato poi così battezzato dal Comitato britannico per i toponimi antartici in onore di Harry Fielding Reid, un geofisico statunitense pioniere della ricerca su ghiacciai dell'Alaska e della Alpi.